# 加茂直樹
加茂直樹（かも なおき、1936年5月11日 - ）は、日本の哲学者、京都教育大学名誉教授。

## 人物・来歴
満洲国新京生まれ。京都市立紫野高等学校卒、1959年京都大学文学部哲学科卒、64年同大学院文学研究科博士課程単位取得退学（西洋哲学史専攻）。1966～70年大阪府立大学教養部助手. 1970年京都教育大学助教授、教授、学長を務めた。2000年定年退官、名誉教授、京都女子大学教授。2010年退職。北海道大学薬学部教授だった加茂直樹（1946年生？）は同名異人。

## 著書
- 『社会哲学の諸問題 法と道徳を中心にして』晃洋書房 1991.11
- 『生命倫理と現代社会』(Sekaishiso seminar) 世界思想社 1991.3
- 『社会哲学の現代的展開』(Sekaishiso seminar) 世界思想社 1999.4
- 『現代社会論ノート 社会哲学の射程』晃洋書房 2005.11
- 『現代日本の家族と社会保障』世界思想社 2010.3
- 『社会保障の哲学 日本の現状を把握し、未来を展望する』（世界思想社現代哲学叢書）2012.12
- 『平和的秩序の確立を求めて ホッブズから現代まで』晃洋書房 2016.1

### 共編著
- 『生命倫理の現在』（Sekaishiso seminar 哲学の現在）塚崎智共編、世界思想社 1989.6
- 『環境思想を学ぶ人のために』谷本光男共編著、世界思想社 1994.11
- 『生命倫理学を学ぶ人のために』加藤尚武共編、世界思想社 1998.1
- 『社会哲学を学ぶ人のために』編、世界思想社 2001.5
- 『現代社会論 当面する課題』小波秀雄・初瀬龍平共編、世界思想社 2006.3
- 『現代社会研究入門』初瀬龍平・南野佳代・西尾久美子共編著、晃洋書房 2010.3

### 翻訳
- G.ホルムステン『ルソー』（ロロロ伝記叢書）高田信良共訳、理想社 1985.2
- ピーター・シンガー、D.ウェールズ『生殖革命 子供の新しい作り方』晃洋書房 1988.11
- マイケル・ロックウッド編著『現代医療の道徳的ディレンマ』監訳、晃洋書房 1990.2
- J.レイチェルズ『生命の終わり 安楽死と道徳』監訳、晃洋書房 1991.3
- サイモン・リー『法と道徳 その現代的展開』(Sekaishiso seminar) 世界思想社 1993.1